# Balaenifrons homopteridia
Balaenifrons homopteridia là một loài bướm đêm trong họ Crambidae.